# 인쇄 서버
인쇄 서버, 프린트 서버(print server) 또는 프린터 서버(printer server)는 컴퓨터 네트워크에서 네트워크를 통해 프린터를 클라이언트 컴퓨터에 연결하는 서버 유형이다. 이는 컴퓨터에서 인쇄 작업을 수락하고 해당 작업을 적절한 프린터로 전송하며 작업이 프린터가 실제로 처리할 수 있는 것보다 더 빨리 도착할 수 있다는 사실을 수용하기 위해 작업을 로컬로 대기열에 넣는다. 보조 기능에는 처리할 작업 대기열을 검사하는 기능, 대기 중인 인쇄 작업을 다시 정렬하거나 삭제하는 기능, 다양한 종류의 계산 기능(예: 프린터에서 생성된 데이터를 읽는 페이지 계산 등)이 포함된다. 인쇄 서버는 컬러 인쇄 할당량, 사용자/부서 인증 또는 인쇄된 문서 워터마크와 같은 관리 정책을 시행하는 데 사용될 수 있다.
인쇄 서버는 인터넷 인쇄 프로토콜, 라인 프린터 데몬 프로토콜, 넷웨어, NetBIOS/NetBEUI 또는 JetDirect를 포함한 다양한 산업 표준 또는 독점 인쇄 프로토콜을 지원할 수 있다.
인쇄 서버는 하나 이상의 공유 프린터가 있는 네트워크 컴퓨터일 수 있다. 또는 인쇄 서버가 LAN 및 하나 이상의 프린터에 연결되는 네트워크의 전용 장치일 수도 있다. 전용 서버 어플라이언스는 구성과 기능 모두에서 상당히 단순한 경향이 있다. 인쇄 서버 기능은 무선 라우터, 방화벽 또는 둘 모두와 같은 다른 장치와 통합될 수 있다. 프린터에는 인쇄 서버가 내장되어 있을 수 있다.
올바른 유형의 커넥터가 있는 모든 프린터는 모든 인쇄 서버와 호환된다. 서버가 프린터의 모든 통신 기능(예: 잉크 신호 부족)을 구현하지 못할 수 있으므로 서버 제조업체는 호환 가능한 프린터 목록을 제공한다.

## 같이 보기
- CUPS